# Nilo Branco
Nilo Branco é também a designação de um dos estados do Sudão.

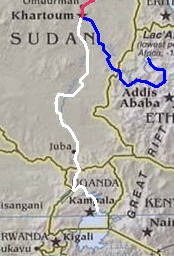
Os cursos do Nilo Branco e do Nilo Azul (representados pelas correspondentes cores).

O Nilo Branco (árabe: النيل الأبيض, em geral transliterado an-Nīl al-Ābyad) é um rio da África Oriental que é um dos principais tributários do rio Nilo, sendo o outro o Nilo Azul.
O Nilo Branco nasce no Lago Vitória recebendo aí o nome de Nilo Vitória, correndo para norte e oeste através do Uganda e atravessando os lagos Kyoga e Albert. O rio que sai do Lago Albert é conhecido pelo Nilo Albert.
A partir daquele lago, corre para norte até Nimule, onde entra no Sudão do Sul e passa a ser conhecido por Nilo da Montanha. Passa por diversos rápidos até entrar nas planícies do Sudão do Sul onde forma os vastos pântanos do Sudd, atravessa o Lago No antes de confluir com o Nilo Azul em Cartum, a capital sudanesa, formando aí o rio Nilo. Entre o Lago Vitória e Cartum o rio percorre cerca de 3700 km.
A busca pelas nascentes do rio Nilo, que entusiasmou a Europa no século XIX, focou-se essencialmente no na origem do Nilo Branco que desaparecia nas profundezas do continente africano, então desconhecidas dos europeus. A descoberta das nascentes do Nilo marcaram um momento simbólico na civilização europeia, apontado como o ponto na História em que o homem moderno conseguiu finalmente penetrar nas profundezas da selva africana para encontrar a nascente de um dos rios mais marcantes na origem das civilizações que criaram o mundo moderno.